# Леб'яжжя (Курська область)
Леб'яжжя (рос. Лебяжье) — село в Курському районі Курської області Російської Федерації.
Населення становить 356 осіб. Входить до складу муніципального утворення Леб'яженська сільрада.

## Історія
Населений пункт розташований на території українського етнічного та культурного краю Східна Слобожанщина.
Від 2004 року входить до складу муніципального утворення Леб'яженська сільрада.

## Населення
| 2002 | 2010 |
| ---- | ---- |
| 365  | ↘356 |